# 第十五屆十大電視廣告頒獎典禮
《第十五屆十大電視廣告頒獎典禮》，由亞洲電視舉辦，於2010年5月29日晚上八時三十分舉行，主持為張達明、谷德昭、諸葛梓岐，目的為表揚2009年1月1日至2009年12月31日播出的香港電視廣告，是2009年廣告界的其中一項盛事。
是屆頒獎典禮為亞洲電視與香港音像聯盟合作後首個大型綜藝節目，故旗下歌手薛凱琪、關楚耀及馮曦妤擔任表演嘉賓，另外Jesscia C 、羅力威及星光家族亦為表演嘉賓。而黃百鳴 、黃子桓 、鮑起靜、陳法蓉、梁思浩、貴花田、曾志豪、吳耀明、蔣怡、Cara G、王希瑤及許嘉慧等則擔任頒獎嘉賓。
頒獎典禮於當日在本港台、亞洲高清台同步現場直播，至十一時結束。

## 得獎名單
- 最高榮譽大獎
  - 萬寧 －暗戀篇
- 十大最受歡迎電視廣告
  - 萬寧 －暗戀篇
  - 吉百利牛奶朱古力 －眉飛色舞篇
  - 海天堂龜苓茶 －久仰大名篇
  - Tempo盒裝紙巾 －1 Take搞掂哂
  - 海洋公園 －亞洲動物天地
  - 中銀集團人壽 －因為愛‧張文樂篇
  - 益力多 －士多篇
  - 喜力啤酒 －Walk-in Fridge
  - 麥當勞麥麥送 －姊弟篇
  - 六福珠寶：愛很美 －母愛篇
- 最佳電視廣告男主角大獎
  - Mr. Napat E-Thongchai （Tempo盒裝紙巾 －1 Take搞掂晒）
- 最佳電視廣告女主角大獎
  - 蔡穎恩 （麥當勞麥麥送 －親密篇）
- 最佳電視廣告明星大獎
  - 陳慧琳 （美心月餅 －發現篇）
- 最佳電視廣告小演員大獎
  - 王允祈 （萬寧 －暗戀篇）
- 最具創意電視廣告大獎
  - 益力多 －士多篇
- 最佳電視廣告歌曲大獎
  - 《如果...陽光》 －馮曦妤 （陽光 －邊度都有陽光2010）
- 最觸動人心電視廣告大獎
  - 港鐵 －心繫生活每一程 囝囝篇
- 生活品味廣告大獎
  - 太興燒味飲食集團 －太興日嚐好生活

## 相關連結
- 亞洲電視
- 十大電視廣告頒獎典禮

## 外部連結
- 第十五屆十大電視廣告頒獎典禮 官方網頁